# 和智誠春
和智 誠春（わち まさはる／のぶはる／さねはる）は、戦国時代の武将。備後国三谿郡吉舎の南天山城を本拠とした国人・和智氏の第9代当主。毛利氏家臣。

## 出自
備後国の国人である和智氏は藤原秀郷の流れを組む家系で波多野氏などと同族。源頼朝に従って建久3年（1192年）に備後国三谷郡に所領を与えられた広沢実方の子孫で、その子である実高は建暦元年（1211年）に備後国で海賊らの鎮圧にあたっている。『とはずがたり』において作者の後深草院二条が厳島神社参詣の帰りに広沢氏の館に招かれたことが記されている。南北朝時代には伊予国の南朝方である大舘右馬介や生口島の海賊と呼応して室町幕府に抵抗し、観応の擾乱以降は足利直冬の傘下に入るが、貞治6年（1367年）には和智師実が足利義詮に従っている。和智氏・江田氏をはじめとする広沢氏の子孫である備後の国衆は「広沢衆」と称された。広沢衆は共同して守護の山名氏や同じ備後の国衆である山内氏に対応した。
室町時代の当主である時実・豊実・豊広・豊郷は代々、備後守護の山名氏に臣従し、また守護からは偏諱を受けている。戦国期は他の備後の国人と共に、出雲国の尼子経久、次いで安芸国の毛利元就が力をつけると、それに従属した。

## 生涯

### 山名氏麾下の和智氏と隣国毛利氏との関係
備後国三谿郡吉舎の南天山城を本拠とした国人・和智氏の第8代当主である和智豊郷の子として生まれ、備後守護の山名誠豊から偏諱を受けて「誠春」と名乗ったと推測される。
国境を挟んで近接する毛利氏とは早くから対等な同盟関係にあったとみられ、享禄2年（1529年）、父・豊郷は毛利元就が石見国・国人高橋氏を討伐した際、松尾城の高橋重光（高橋弘厚か）を共に討つなどこれに協力した。誠春は山名祐豊の傘下にあり、山名氏配下の国人領主としてもっとも有力な国衆であったが、尼子氏の南下に対抗するために隣接する毛利元就を介して大内氏とも通じた。
天文22年（1553年）には同族の江田隆連が尼子晴久に従ったことを祐豊・元就に伝え、隆連の守る旗返城攻撃や、天文24年（1555年）の厳島の戦いなどにおいて毛利方として参戦した。以降、毛利氏の影響を強く受けていく事ことになる。
弘治3年（1557年）12月2日に毛利元就・隆元父子と毛利氏に属する備後国の諸領主が連名で乱暴狼藉を行った兵に対する処罰や勝手な陣払いの禁止を誓約した傘連判状形式の起請文に弟の柚谷元家らと共に名を連ね、「和智又九郎誠春」と署名している。

### 毛利隆元急死
永禄5年（1562年）、元就と隆元が尼子氏攻めのために出雲国へ出陣した隙を突いた大友氏の戸次鑑連（立花道雪）による豊前松山城攻撃に対応するため、隆元が粟屋元真、兼重元宣、赤川元保ら3000の将兵を率いて出雲国赤穴から防府へ引き返した。しかし、永禄6年（1563年）に将軍足利義輝の調停により毛利氏と大友氏の講和が成立したため、隆元は再び出雲へ出陣すべく将兵を招集し、同年8月5日を出陣の日と決めた。出陣の直前に誠春が隆元を饗応に招くと、誠春と隆元が福原氏を介して縁戚関係にあったこともあり、隆元はこの招待を快諾。8月3日晩に安芸国高田郡佐々部の誠春の宿所において、立派な酒食で隆元を歓待した。しかし、隆元は誠春の宿所からの帰途で激しい腹痛を起こし、翌朝に急死してしまった。元就は状況から隆元の死を自然死ではないと判断し、隆元に随行していた赤川元保が誠春と組んで尼子氏と通じ、隆元を毒殺したものと疑った。

### 厳島への監禁
永禄10年（1567年）、隆元暗殺の嫌疑で、赤川元保と弟の赤川元久、養子の赤川又五郎が元就の命によって誅殺された。しかし、元保は隆元に対して誠春の饗応は断るべきと進言していたことが判明し、元就は元保らを誅殺したことを悔やんで、元保の兄・就秀の子である元之に元保の家を再興させた。
赤川元保の疑惑が晴れたことで、隆元暗殺の嫌疑は誠春のみに向けられることとなった。この事を憂えた誠春の子・元郷は、永禄11年（1568年）2月16日に元就に血判の起請文を提出し、もし誠春が自分と同様の忠臣でなければ親子の義絶も辞さないと誓ったため、元就は元郷は隆元の死に無関係であると認めたが、誠春は積極的に嫌疑を晴らすような行動はとらなかったため、元就は誠春誅殺の意思を固めた。
しかし、伊予国の形勢が切迫したため誠春の処分は保留し、誠春と弟の柚谷元家（湯谷久豊）も吉川元春と小早川隆景の伊予国遠征へ従軍させた。同年5月には伊予遠征が終わったため、元就は平佐就之と長井元為を使者として元春と隆景に遣わし、直ちに誠春と元家を誅殺するよう命じたものの、元春と隆景は凱旋の途中で従軍中の誠春と元家を誅殺すれば他の諸将の動揺を招き、直後に行われる北九州攻め（立花城の戦い）に悪影響が及ぶことを憂慮して元就に猶予を求めたため、誠春と元家は厳島の摂受坊へ監禁されることとなる。誠春と元家の監視は、伊予遠征時も厳島の守将を務めていた児玉元村と佐武美久が担当し、摂受坊の周囲に柵をめぐらせて厳重に警戒した。

### 厳島神社本殿立て籠もり事件
摂受坊に監禁された誠春と元家は密かに脱出する機会を窺っており、監禁から半年ほど経った同年12月16日、和智氏の家臣1人の手引きで番衆の油断に乗じて摂受坊を脱走し、厳島神社本殿に立て籠もった。誠春らの立て籠もりにより厳島神社の儀式祭礼が行えなくなってしまったことを憂慮した元就は、近臣の熊谷就政を厳島へ派遣。この時、御使として豊前国へ赴いていた児玉元村も応援のために帰国した。そして永禄12年（1569年）1月24日、熊谷就政が厳島神社の回廊に潜入し、隙を突いて誠春を組み伏せ、児玉元村と協力して討ち果たした。誠春が討たれたと知った元家と家臣も観念して出頭し、社頭において誅殺された。
誠春の死を見届けた近習の下部与三郎は誠春の念持仏を厳島から持ち帰って吉舎の常和寺に納め、誠春の死を知った和智氏家老の高羽又十郎は同年2月8日に常和寺の境内において下部与三郎と共に切腹した。
誠春の子・元郷は既に起請文を提出して隆元の死とは無関係と元就に認められていたため和智氏の存続を許されたが、弟・元家の子（誠春の甥）の柚谷実義は元就に抵抗したため滅ぼされることとなる。
『陰徳記』によれば、誠春と元家は誅殺後に怨霊となって諸人を悩ましたため、厳島の島民は怨霊を宥めるために、一宇の社檀を建立して神として祀ったという。

## 備考
備後国における山名氏傘下の有力な国衆であった和智氏は早い時期から毛利氏と同盟関係にあったとみられている。しかし、毛利氏が急速に戦国大名として台頭していく中で、和智氏のように国衆時代の対等な同盟者の存在は一種の矛盾として浮上することになった。誠春の処刑も和智氏の対等意識を取り除き毛利氏への従属性を強めるための意図で行われたと考えられている。

## 関連作品
- 『毛利元就』（1997年、NHK大河ドラマ、演：せんだ光雄）